# コート・ド・デュラス
コート・ド・デュラス （Côtes-de-duras）は、AOCに指定されているフランスワイン。ロット＝エ＝ガロンヌ県の北西端の15か村からなるワイン産地である。

## 地理
北西部はボルドーのアントル・ドゥー・メール地区、北はドルドーニュ県のベルジュラック地区、南は同じ県のワイン産地、コート・デュ・マルマンデ地区に接している。

## ワイン
赤ワインが約60％、辛口の白が36％、それとわずかに甘口の白とスパークリングワインが作られている。赤と辛口の白は、認められている品種がボルドーとほぼ同じであるため、良くも悪くもボルドーワインの類似品として扱われ、安価なボルドーワインのセットや、ボルドーの棚の隅に置かれている場合が多い。味わいもほぼボルドーの普及品と同じで、それほど優れたものは出ていない。

## 注意
フランス語では、語尾のsは黙字（サイレント）になることが多く、また「デュ」の表記が日本語として定着していないこともあり、デュラスをジュラと書いてあることがある。ジュラ(Jura)は、フランス東部にある、デュラスとは全く地域も味わいも違うワインなので、注意を要する。